# Collezione Giuseppe Scarpa
La collezione Scarpa, contenente esemplari della fauna presente non solo nella Marca Trevigiana, ma delle più disparate regioni del mondo, è stata donata nel 1914 da Giuseppe Scarpa al Seminario vescovile di Treviso, nella cui sede è ancora oggi conservata.